# Croachy

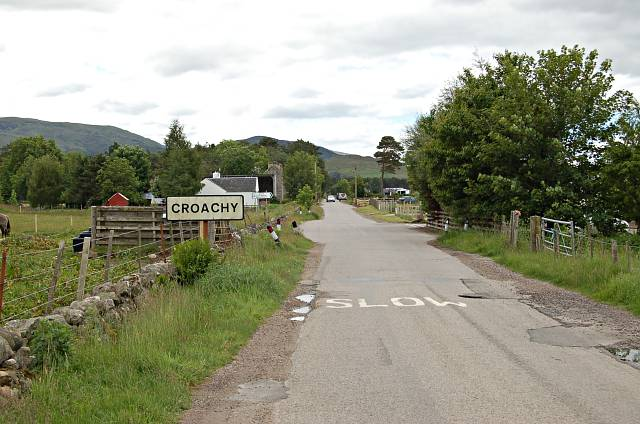
Einfahrt nach Croachy

Croachy ist eine kleine Ortschaft, die südlich von Inverness in der Region Highland im Norden von Schottland liegt. Im Rahmen der historischen Gliederung Schottlands in Civil Parishes zählt Croachy zu Daviot and Dunlichity, das zu Inverness-shire gehörte.
Croachy umfasst eine Reihe von Häusern, die sich, in einer ländlich geprägten Umgebung, entlang der von Errogie nach Culloden führenden B 851 erstrecken. Parallel nordwestlich von ihr verläuft der Fluss Nairn. Der Ort gliedert sich in zwei Teile, das kleinere West Croachy im Südwesten sowie das größere East Croachy im Nordosten.